# Yesterday (Hörfunksendung)
Yesterday war eine Hörfunksendung, die von Januar 1995 bis März 2013 im Programm von WDR 2 gesendet wurde. Erfinder und Moderator der Sendung war Roger Handt, der gelegentlich von Detlev Steinmetz vertreten wurde.

## Geschichte
Sendebeginn war am 7. Januar 1995. Yesterday war die Nachfolgesendung der Oldie-Show, die kurz vor dem Sendestart von Eins Live eingestellt wurde. Sendezeit war samstagabends, anfangs im Rahmen des Abendmagazins von 19:20 bis 22:00 Uhr. Nachdem 1999 die Sendung Zeitzeichen aus dem Programm von WDR 2 in andere WDR-Programme verschoben worden war, begann Yesterday bereits um 19:05 Uhr.

## Sendeablauf
Der Ablauf der Sendung war in zwei Teile gegliedert. In der ersten Stunde wurden Hörerwünsche erfüllt, gegen 19:45 Uhr wurde die Hörerfrage für die Teilnahme am zweiten Teil der Sendung gestellt.
Der zweite Teil der Sendung war das „Yesterday-Quiz“, welches Ähnlichkeiten mit der Rubrik Question Mark der früheren WDR2-Sendung Radiothek aufwies. Zweimal spielten darin jeweils zwei Hörer gegeneinander; im ersten Teil mussten u. a. Musikfragen beantwortet oder Prominentenstimmen erkannt werden. Im zweiten Teil gingen die Fragen mehr in den Bereich Kultur, Sport, Allgemeinbildung oder Zeitgeist. Die jeweiligen Sieger der Runden spielten ab 21:30 Uhr im Finale gegeneinander. Bestandteil dessen war neben der Buch- und der Filmfrage die Collage, ein Mix aus Musiktiteln und Prominentenstimmen. Die Finalteilnehmer erhielten als Gewinn entweder drei CDs ihrer Wahl oder auf Wunsch Karten für ein von WDR 2 präsentiertes Konzert. Die Unterlegenen der ersten beiden Runden bekamen als Trostpreis eine CD. Zeitweise war es auch möglich, sich Teile aus dem damaligen WDR-Fanartikelsortiment zu wünschen, darunter Bademäntel, Tassen etc.
Die Yes- und No-Jingles in den Quizrunden waren unter anderem folgenden Songs entnommen: Yeh yeh von Georgie Fame, Won’t get fooled again von The Who, I can’t control myself von den Troggs, Hello goodbye von den Beatles, The wild rover von den Dubliners und Excerpt from "A Teenage Opera" von Keith West.
An jedem zweiten Samstag im Monat wurde die Sendung aus der sog. WDR2-Arena mit Publikum gesendet. In der Regel spielte bei diesen Sendungen im Yesterday-Quiz ein Telefonkandidat gegen einen der rund 30 Gäste aus der Arena, die sich als größerer Raum inmitten des damaligen WDR2-Programmzentrums, umgeben von Studio-, Regie- und Redaktionsräumen, befand und für die Sendung mit Tischen und Stühlen ausgestattet wurde. Gäste und Roger Handt samt Team wurden während dieser Sendungen auf WDR-Kosten mit Getränken und Snacks bewirtet. Die Wartezeit für Karten für die Arena-Sendungen lag zuletzt bei weit über drei Jahren. Um die große Nachfrage ein wenig effektiver bedienen zu können, wurden auch einige Sendungen mit 100 Gästen im Sendesaal des WDR veranstaltet. Diese Ausgaben waren mitunter von eingeschränkter Tonqualität aufgrund der für diesen Sendungstyp schwierigen technischen Randbedingungen im Saal gekennzeichnet.
In der Zeit von Januar 1995 bis Ende 2000 wurde in einer Sendung grundsätzlich nur ein bestimmtes Jahr behandelt, auf das sich sämtliche Fragen bezogen. In der ersten Stunde wurde das Jahr kurz vorgestellt; als Musikunterlage diente ein Mix aus den Titeln A hard day’s night, Yesterday und She Loves You von den Beatles sowie Bongo Rock 73 von der Incredible Bongo Band. Seit Januar 2001 behandelten die Yesterday-Quiz-Sendungen keine einzelnen Jahre mehr, sondern jeweils eine Dekade zwischen den 1950er- und 1990er-Jahren. Mit Wirkung vom 2. Juli 2011 wurde dann nicht mehr wöchentlich wechselnd nach Jahrzehnten unterschieden, sondern es wurden in jeder Sendung Quizthemen und Musiktitel aller Dekaden behandelt; d. h. aus der Zeit der 1950er bis 1990er Jahre.
Die Sendung wurde am 30. März 2013 zum letzten Mal ausgestrahlt und nach dem Rückzug von Moderator Roger Handt nicht mehr weitergeführt. Als letzten Titel ließ Roger Handt das Lied Goodbye Yesterday von Jimmy Cliff spielen.